# Route nationale 36 (Pologne)
Pour les articles homonymes, voir Route nationale 36.
La Route nationale 36 (DK36) - route nationale de classe GP (pl) et de classe G (pl), d'une longueur d'env. 150 km situé dans les voïvodies de Grande Pologne et de Basse-Silésie. Malgré son trajet court, il relie les villes de Kalisz-Ostrów Wielkopolski et Legnica-Głogów. Sur le tronçon Ostrów Wielkopolski-Lubin, elle est presque parallèle à la route nationale n° 12 (de), avec laquelle elle ne croise jamais. À Lubin, elle quitte la route voïvodale n° 333 (pl) au sud-est en direction de Wrocław, mais termine son parcours à Prochowice, en traversant la route nationale n° 94 (de).

## Classe de la route
La route a des paramètres de classe GP sur les sections suivantes :
- Prochowice-Lubin
- Contournement de Rawicz

et paramètres de classe G sur les sections :
- Lubin-Ścinawa-Wińsko-Załęcze
- Rawicz-Krotoszyn-Ostrów Wielkopolski[1],[2]

## Historique de la numérotation
Au fil des années, le parcours a connu différents balisages :
| Numéro | Tronçon                                                                                    | Années de validité     | Source | Commentaires |
| ------ | ------------------------------------------------------------------------------------------ | ---------------------- | --- | --- |
| ?      | Ostrów Wielkopolski – Krotoszyn – Rawicz – Ścinawa – Lubin                                 | 1952 (?) – années 1970 | Atlas samochodowy Polski 1:500 000, Varsovie, IV, 1965 | Numérotation inconnue ; marqué comme route secondaire sur les cartes                                                                                                   |
| 42     | Lubin – Prochowice                                                                         | 1952 (?) – 1986        | - Samochodowy atlas Polski 1:500 000, V, 1979 (ISBN 83-7000-017-7) - Hegi Gyula, EUROPE L'EUROPE EUROPA ЕВРОПА Road atlas Atlas Routier Autoatlas АТЛАС автомобильных дорог, Budapest, Cartographia Budapest,‎ 1981 (ISBN 9633504120) - Samochodowy atlas Polski 1:500 000, IX, 1985 | Route nationale jusqu'en 1985, à partir du 1er octobre 1985 route nationale                                                                                            |
| 39     | Ostrów Wielkopolski – Krotoszyn – Rawicz – Załęcze                                         | Années 70. – 1986      | - Samochodowy atlas Polski 1:500 000, V, 1979 (ISBN 83-7000-017-7) - Hegi Gyula, EUROPE L'EUROPE EUROPA ЕВРОПА Road atlas Atlas Routier Autoatlas АТЛАС автомобильных дорог, Budapest, Cartographia Budapest,‎ 1981 (ISBN 9633504120) - Samochodowy atlas Polski 1:500 000, IX, 1985 | Route nationale jusqu'en 1985, à partir du 1er octobre 1985 route nationale                                                                                            |
| ?      | Załęcze – Wąsosz – Wińsko – Ścinawa – Lubin                                                | Années 70. – 1986      | - Samochodowy atlas Polski 1:500 000, V, 1979 (ISBN 83-7000-017-7) - Hegi Gyula, EUROPE L'EUROPE EUROPA ЕВРОПА Road atlas Atlas Routier Autoatlas АТЛАС автомобильных дорог, Budapest, Cartographia Budapest,‎ 1981 (ISBN 9633504120) - Samochodowy atlas Polski 1:500 000, IX, 1985 | Numérotation inconnue ; marqué comme route secondaire sur les cartes                                                                                                   |
| 324    | Ostrów Wielkopolski – Krotoszyn – Rawicz – Załęcze                                         | 14 février 1986 – 2000 | - Uchwała nr 192 Rady Ministrów z dnia 2 grudnia 1985 r. w sprawie zaliczenia dróg do kategorii dróg krajowych ( M.P. z 1986 année non 3, pos. 16 ) - Mapa samochodowa Polski 1:700 000, Szczecin, 1, 1996/1997 (ISBN 83-904373-2-5) - Mapa samochodowa Polski 1:700 000, Szczecin, 2 - zmienione i poprawione, 1997/1998 (ISBN 83-904373-3-3) - Rozporządzenie Rady Ministrów z dnia 15 grudnia 1998 r. w sprawie ustalenia wykazu dróg krajowych i wojewódzkich ( Dz.U. z 1998 année non 160, pos. 1071 ) | Route nationale homologuée pour trafic intense - jusqu'à 10 t par essieu                                                                                               |
| 337    | Załęcze – Wąsosz – Wińsko – Ścinawa – Lubin                                                | 14 février 1986 – 2000 | - Uchwała nr 192 Rady Ministrów z dnia 2 grudnia 1985 r. w sprawie zaliczenia dróg do kategorii dróg krajowych ( M.P. z 1986 année non 3, pos. 16 ) - Mapa samochodowa Polski 1:700 000, Szczecin, 1, 1996/1997 (ISBN 83-904373-2-5) - Mapa samochodowa Polski 1:700 000, Szczecin, 2 - zmienione i poprawione, 1997/1998 (ISBN 83-904373-3-3) - Rozporządzenie Rady Ministrów z dnia 15 grudnia 1998 r. w sprawie ustalenia wykazu dróg krajowych i wojewódzkich ( Dz.U. z 1998 année non 160, pos. 1071 ) | Route nationale homologuée pour trafic intense - jusqu'à 10 t par essieu                                                                                               |
| 344    | Lubin – Prochowice                                                                         | 14 février 1986 – 2000 | - Uchwała nr 192 Rady Ministrów z dnia 2 grudnia 1985 r. w sprawie zaliczenia dróg do kategorii dróg krajowych ( M.P. z 1986 année non 3, pos. 16 ) - Mapa samochodowa Polski 1:700 000, Szczecin, 1, 1996/1997 (ISBN 83-904373-2-5) - Mapa samochodowa Polski 1:700 000, Szczecin, 2 - zmienione i poprawione, 1997/1998 (ISBN 83-904373-3-3) - Rozporządzenie Rady Ministrów z dnia 15 grudnia 1998 r. w sprawie ustalenia wykazu dróg krajowych i wojewódzkich ( Dz.U. z 1998 année non 160, pos. 1071 ) | Route nationale homologuée pour trafic intense - jusqu'à 10 t par essieu                                                                                               |
| 36     | Prochowice – Lubin – Ścinawa – Wińsko – Załęcze – Rawicz – Krotoszyn – Ostrów Wielkopolski | depuis 2000            | Zarządzenie nr 6 Generalnego Dyrektora Dróg Publicznych z dnia 9 maja 2000 r. w sprawie nowych numerów dróg krajowych, Rzeczpospolita, 4 juillet 2000 . | Modifications du kilométrage : - Contournement de Rawicz - extension de la route à Ostrów Wlkp. jusqu'au nouveau carrefour Ostrów Wielkopolski Wschód avec S11 et DK25 |

## Villes importantes le long de la route DK36
- Ostrów Wielkopolski (S11, DK25 (de))
- Krotoszyn (DK15 (de), DW444 (pl)) – contournement prévu
- Kobylin
- Miejska Gorka (DW434)
- Rawicz (S5) – périphérique
- Wąsosz
- Scinawa (DW111 (pl), DW340 (pl), DW372 (pl))
- Lubin (DW333 (pl)) – périphérique
- Prochowice (DK94 (de)) – contournement

## Restrictions de circulation
- À Ścinawa, le pont historique sur l'Oder est marqué d'une interdiction d'entrée pour les véhicules dont le poids total réel dépasse 15 tonnes (il sera à terme de 20 tonnes). En raison de la faible largeur de l'ouvrage, la circulation y est alternée et régulée par des feux tricolores[4].

### Charge par essieu admissible
Depuis le 13 mars 2021 la circulation des véhicules avec une charge sur un seul essieu allant jusqu'à 11,5 tonnes est autorisée sur la route, à l'exception des endroits spécifiques signalés par le panneau d'interdiction B-19

#### Jusqu'au 13 mars 2021
Auparavant, la route nationale n° 36 était soumise à des restrictions sur la charge admissible d'un seul essieu :
| Signe | Pression admissible | Épisode |
| ----- | ------------------- | --- |
| DK36  | jusqu'à 10 tonnes   | - Prochowice–Lubin (avenue de la Commission Nationale de l'Éducation) - Lubin (rue Ścinawska) – Ścinawa - Rawicz (ul. Paderewskiego) – Krotoszyn – Ostrów Wielkopolski |
| DK36  | jusqu'à 8 tonnes    | Ścinawa – Wińsko – Wąsosz – Załęcze |